# Baojun E200
La Baojun E200 est un modèle de citadine électrique à batterie fabriquée par SAIC-GM-Wuling (SGMW) depuis 2018 sous la marque Baojun. Il s'agit d'une automobile biplace deux portes et un hayon à l'arrière. Il s'agit du deuxième véhicule de la série de microvoitures électriques de Baojun, après la E100 et avant la E300. Depuis 2021, il est également connu sous le nom de Wuling Nano EV.

## Aperçu

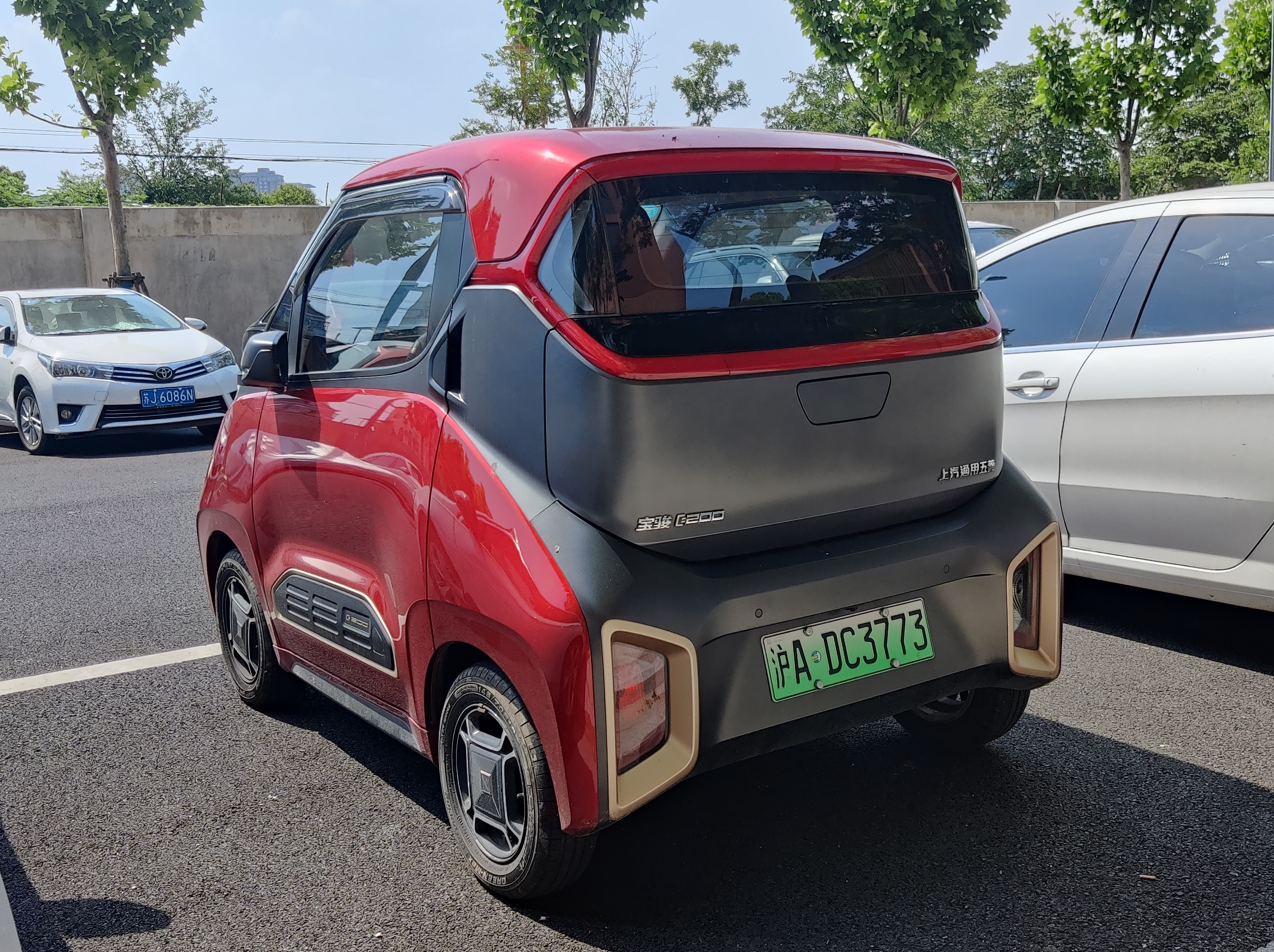
Baojun E200 vue arrière.

La marque Baojun de la coentreprise SAIC-GM-Wuling a commencé la production du modèle en septembre 2018 et à partir de février 2018, la E200 était disponible à la commande lors de son lancement sur le marché chinois. Il s'agit de la deuxième voiture électrique de la marque après la Baojun E100.
L'E200 propose deux versions d'autonomie différentes avec respectivement 270 et 210 kilomètres sur une seule charge dans le cadre du nouveau cycle européen de conduite (NEDC). Le système de batterie a une densité accrue par rapport au E100, permettant à la batterie de 24 kWh de stocker plus d'énergie avec le même volume. La consommation d'énergie du E200 est de 10,3 kWh/100 km. Le E200 est alimenté par un moteur électrique 29 kW (39 hp) avec une vitesse de pointe de 100 km/h, l'accélération de 0 à 100 km/h est de 15,8 secondes. Le prix du E200 est de 54 800 yuans et de 64 800 yuans pour les deux variantes après bonus gouvernementales.
Le Baojun E200 dispose d'une liste de fonctionnalités comprenant écran tactile de 7 pouces, des phares à LED, des haut-parleurs à double canal et un système interactif à distance qui affiche des informations sur l'état de charge, la navigation de stationnement, l'état de l'alimentation électrique et l'inspection du véhicule. Les freins antiblocage (ABS), la répartition électrique de la force de freinage (REF) et le contrôle électronique de stabilité (ESC) sont les principales caractéristiques de sécurité de l'E200. Aucun airbag n'est équipé. Le système interactif à distance du E200 fournit aux utilisateurs des informations sur la navigation en matière de recharge et de stationnement, l'alimentation électrique, l'état du véhicule et d'autres éléments de base,. Le E200 est livré en standard avec des roues de 12 pouces et le poids à vide du E200 est de 830 kg ou 1830 kg. Le poids opérationnel maximum est de 980 kg.

## Wuling Nano EV

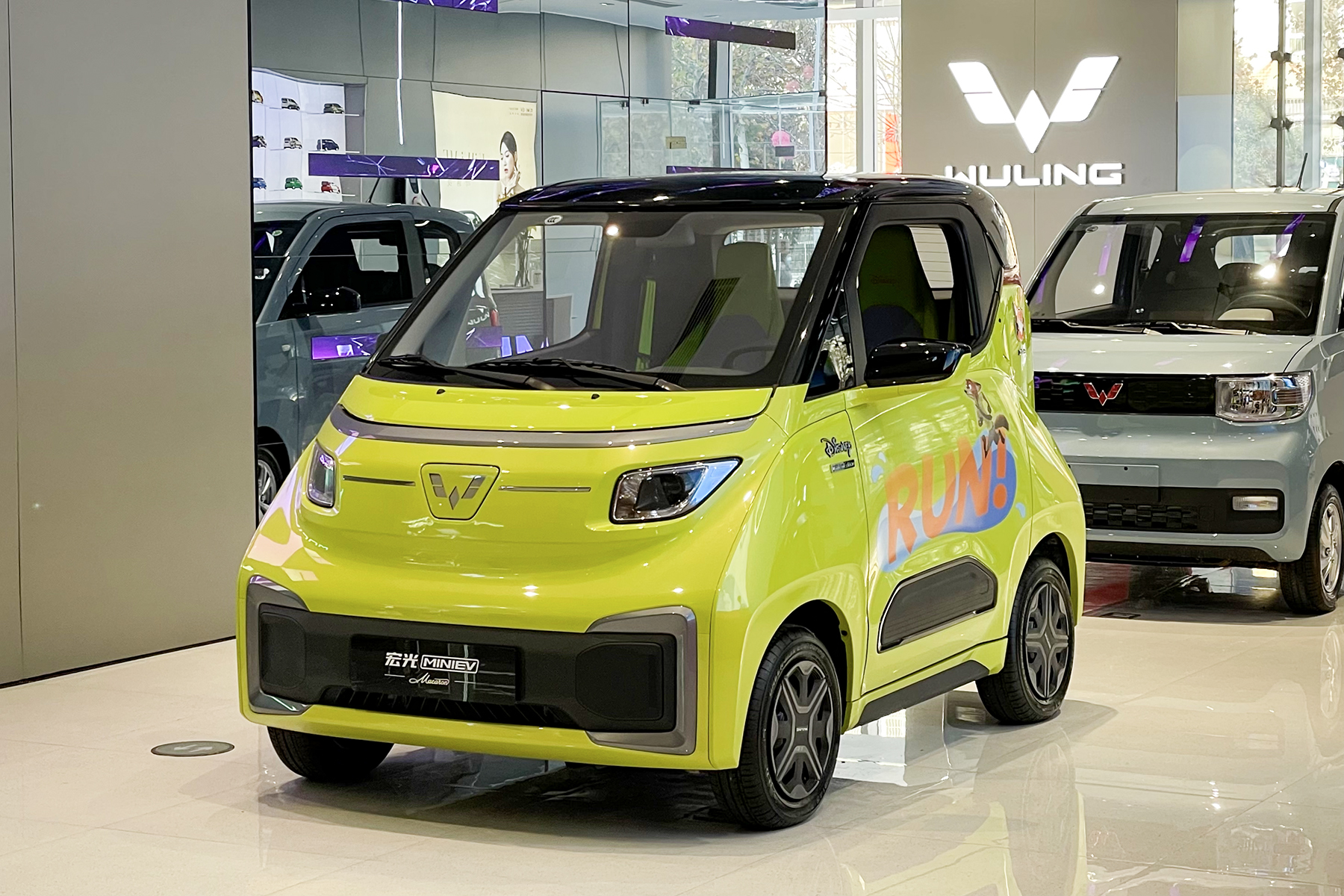
Wuling Nano EV en exposition.

La citadine électrique Wuling Nano EV est une version rebadgée et restylée de la Baojun E200, conçue pour la coentreprise SAIC-GM-Wuling, et lancée au Salon international de l'auto de Tianjin avec deux éditions limitées basées sur des personnages de Zootopie de Disney.

## Voir également
- Baojun E100
- Baojun E300